# Covenanters

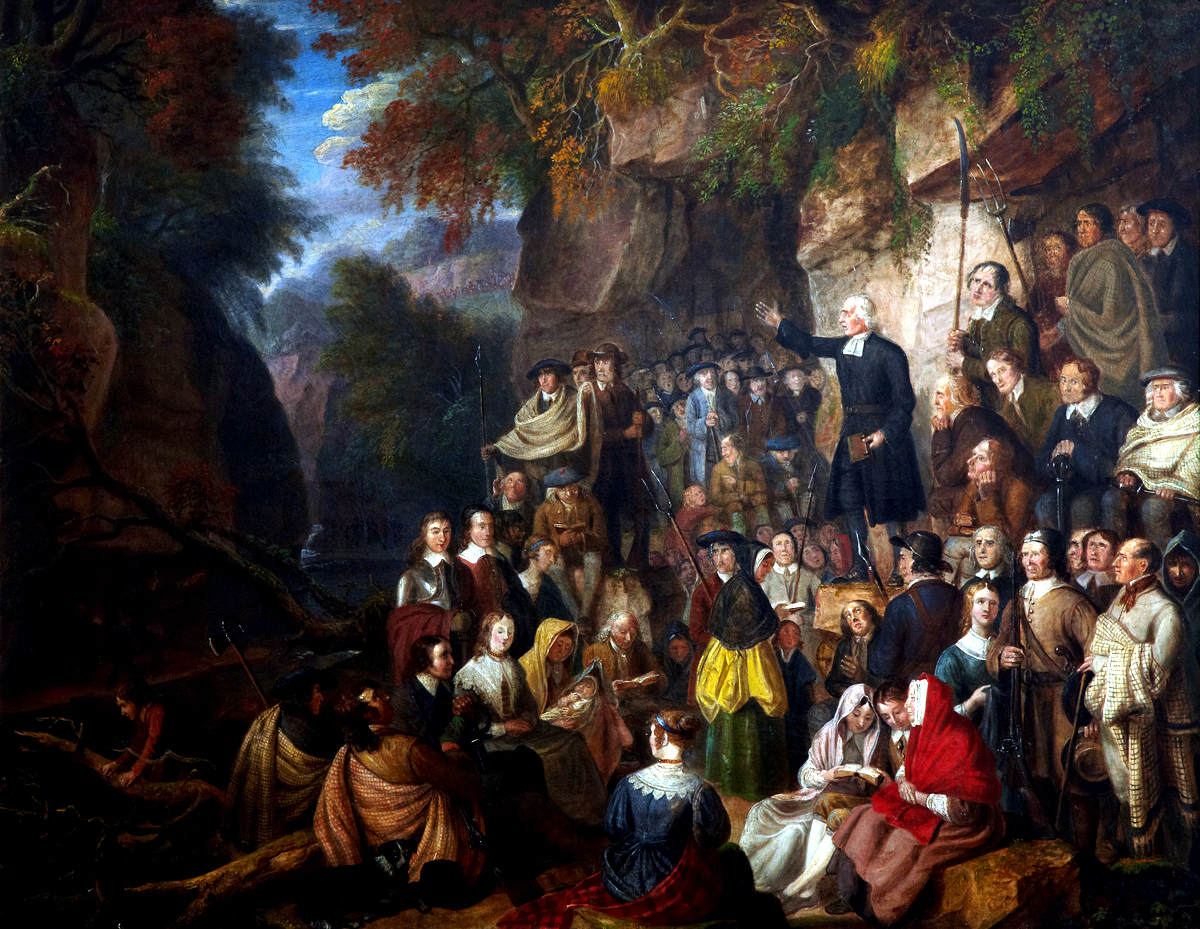
Schilderij van een illegale bijeenkomst van Covenanters

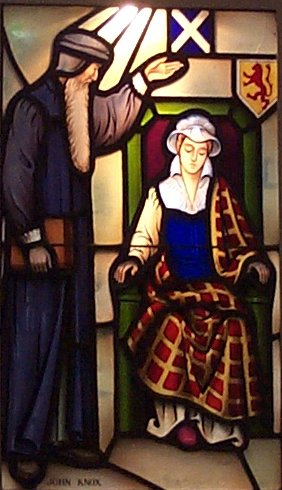
John Knox en Mary Queen of Scots, grootmoeder van Karel I

De covenanters waren een Schots presbyteriaanse beweging, die in de 17e eeuw een belangrijke rol in de geschiedenis van Schotland, en in mindere mate in die van Engeland en Ierland heeft gespeeld.
De naam stamt van de term covenant naar het verbond dat door de Israëlieten in het Oude Testament wordt gezworen. Er waren twee belangrijke convenanten in de Schotse geschiedenis, de National Covenant van 1638 en de Solemn League and Covenant in 1643, het laatste was een verdrag tussen Schotland (de Kerk van Schotland) en het Lange Parlement van Engeland. Presbyteriaanse denominaties laten hun geschiedenis vaak met de covenanters beginnen. Zij gebruiken vaak de naam en houden zowel in Schotland als internationaal aan de ideeën en tradities van de covenanters vast.
In Britse epicopaalse kringen werden, en worden, de covenanters ook wel Calvinist Wild Men genoemd, om de zogenaamde 'calvinistische opstandelingen' in Groot-Brittannië in de 17e eeuw mee aan te duiden. Men doelde dan op de calvinistische parlementariërs en radicalen in Engeland en Schotland en hun aanhang die oppositie voerden tegen de zeer totalitair ingestelde koning Karel I. Men zag deze 'Calvinist Wild Men' als een groep die de status quo op politiek en theologisch gebied in Engeland en Schotland bedreigde.

## Geschiedenis
In het presbyterianisme – een naar de ideeën van kerkhervormer John Knox door leken bestuurde kerk – zagen de calvinisten een alternatief voor het episcopalisme, een door bisschoppen bestuurde kerk. Ze hadden democratische ideeën, maar toonden zich op religieus gebied zeer intolerant, wat hun weinig vleiende bijnaam verklaart.
De meeste Schotse ondertekenaars van het calvinistische 'National Covenant' uit 1640 en het 'Solemn League and Covenant' uit 1643 noemden zich covenanters. De aanduiding "wildemannen" vonden ze een belediging en een geringschatting van hun overtuiging. De covenanters waren van mening dat iedere verordening of wet in overeenstemming moest zijn met de Bijbel. Om politieke redenen erkende Karel I de covenanters ten slotte, dit was echter van korte duur. De koning trok zich al snel weinig meer van de overeenkomsten aan en probeerde de anglicaanse liturgie opnieuw als enig toegestane op te leggen. Het presbyteriaanse 'Schots verbond' onder leiding van predikanten en edelen behield echter de steun van het het Schotse parlement. Toen Karel de covenanters verraders noemde, brak in heel Schotland oproer uit en gleed het land ten slotte af naar een burgeroorlog; de 'Bishops War'.
Alhoewel de covenanters het niet eens waren met Karel I, aanvaardden zij hem wel als wettige en rechtmatige koning. Volgens de 'calvinistische wildemannen' en het 'Solemn League and Covenant' is de koning echter ondergeschikt aan een nog hogere koning; Jezus Christus.
Tijdens het Engelse Gemenebest in 1650 erkenden de covenanters Karel Stuart als rechtmatige koning van Schotland. Als voorwaarde hiervoor hadden zij vier gezanten naar Nederland gestuurd, die hun strenge eisen aan de troonsopvolger in ballingschap voorlegden. Hij werd onder andere gedwongen een presbyteriaanse kerk in Engeland en Wales te stichten, zelf de presbyteriaanse plechtigheden bij te wonen en alle katholieken uit zijn huishouden te verbannen. Daarenboven eisten de covenanters dat Karel zijn generaal Montrose zou ontslaan, die op dat moment op de Orkneyeilanden gestationeerd was om een leger te rekruteren onder de traditioneel koningsgezinde Hooglanders. Montrose was bij de covenanters van de harde lijn in ongenade gevallen, omdat hij voorstander van een compromis met Karel I was geweest. Ondanks hevig protest van zijn moeder, Henriëtta Maria van Frankrijk, aanvaardde Karel deze voor hem vernederende voorwaarden, omdat dit zijn enige kans was om zijn drie tronen (Engeland, Schotland en Ierland) ooit terug te krijgen. Hierop werd Montrose in Edinburgh geëxecuteerd. De overtuigde covenanter Archibald Campbell, 8ste earl van Argyll, kroonde Karel II persoonlijk, en de koning werd aan een bijzonder streng regime onderworpen, waaruit hij eenmaal trachtte te vluchten toen hij er genoeg van had, een episode die als ‘the Start’ bekendstaat. De covenanters behandelden Karel als een marionet en weten hun daaropvolgende nederlaag in de slag bij Dunbar aan ‘een gebrek aan godsvrucht’ zijnerzijds.
In 1651 leidde Karel een Schots leger, dat grotendeels uit covenanters bestond, Engeland binnen en trok ten strijde tegen Oliver Cromwell, hetgeen op een zware nederlaag in de slag bij Worcester uitdraaide, waarna hij moest vluchten en het er slechts met veel geluk levend van afbracht. Hierop werd Schotland door de Roundheads bezet. Karel voelde zich dermate slecht behandeld door de covenanters dat hij een grondige afkeer van Schotland ontwikkelde en het land na de Restauratie nooit meer bezocht heeft. Ook de dood van Montrose, die een trouwe bondgenoot en persoonlijke vriend van Karel was, heeft hij de covenanters nooit vergeven. Met de Verklaring van Breda, in de aanloop naar zijn troonsbestijging in 1660, kondigde hij een algemeen religieus tolerantiebeleid af. In 1661 liet hij Argyll wegens hoogverraad terechtstellen, nadat briefwisseling tussen hem en Cromwell aan het licht was gekomen. Hierna taande de macht van de covenanters in Schotland.